# سوتلانا دمینا
سوتلانا دمینا (روسی: Светлана Александровна Демина؛ زادهٔ ۱۸ آوریل ۱۹۶۱) تیرانداز اهل روسیه است.